# Elizabeth Wolstenholme Elmy

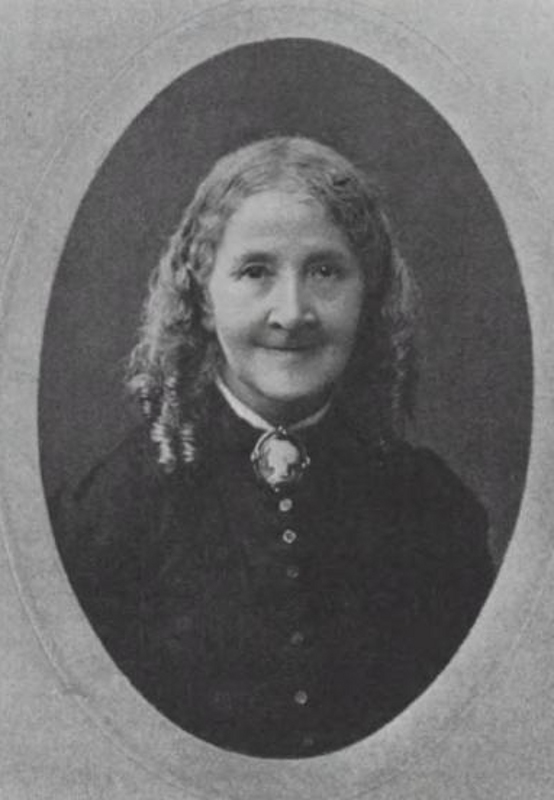
Elizabeth Wolstenholme Elmy

Elizabeth Clarke Wolstenholme Elmy (geboren 30. November 1833 in Eccles bei Salford; gestorben am 12. März 1918 in Manchester) war eine britische Feministin, Frauenrechtsaktivistin, Essayistin und Dichterin, die auch unter den Pseudonymen E und Ignota schrieb. Sie war eine der großen Vertreterinnen der Humanität in der englischen Geschichte.

## Frühes Leben
Elizabeth Wolstenholme wurde in Manchester geboren und am 15. Dezember 1833 in Eccles, Lancashire getauft, wo ihr Vater ein methodistischer Pfarrer war. Sie war die Tochter von Reverend Joseph Wolstenholme, der um 1843 starb. Viele Jahre ihres Heranwachsens verbrachte sie in Roe Green bei der Familie ihrer Mutter. Ihre Mutter Elizabeth war gestorben, als sie noch klein war, und sie wurde von ihrer Stiefmutter Mary (geborene Lord) aufgezogen. Sie besuchte zwei Jahre lang die „Fulneck Moravian School“, durfte aber nicht weiter lernen und studieren. Ihr Bruder Joseph Wolstenholme (1829–1891) wurde Mathematikprofessor an der Universität Cambridge. Sie eröffnete eine private Internatsschule in Boothstown (nahe Worsley) und blieb dort bis zum Mai 1867, als sie mit ihrer Einrichtung nach Congleton in Cheshire umzog.

## Kampagnen

### Frauenbildung
Wolstenholme schloss sich 1862, da sie entsetzt war über den traurigen Standard der Elementarschulausbildung für Mädchen, dem
„College of Preceptors“ an und lernte durch diese Organisation Emily Davies kennen. Sie kämpften zusammen dafür, dass den Mädchen derselbe Zugang zur höheren Bildung gegeben werde wie den Jungen. Wolstenholme gründete 1865 die „Manchester Schoolmistresses Association“ und erstattete 1866 der „Taunton Commission“ einen Bericht über die Erziehung, als eine der ersten Frauen, die einem parlamentarischen Auswahl-Komitee Zeugnis geben durfte. 1867 vertrat Wolstenholme Manchester beim „North of England Council for Promoting the Higher Education of Women“ (Nordenglischer Rat zur Förderung der höheren Frauenbildung). Emily Davies und Wolstenholme stritten darüber, wie Frauen auf höherer Ebene geprüft werden sollten; Wolstenholme, die 1865 den Manchester-Zweig der 'Society for the Promotion of the Employment in Women' gegründet hatte, war auf ein Curriculum bedacht, das berufsbildende Fähigkeiten entwickeln sollte, während Davies wünschte, dass den Frauen derselbe Lehrstoff wie den Männer gelehrt werden sollte.

### Frauenrechte
Wolstenholme gründete 1866 das „Manchester Committee for the Enfranchisement of Women“ (MCEW) und wurde für mehr als 50 Jahre eine energische Kämpferin für das Frauenwahlrecht im Vereinigten Königreich. Sie gab 1871 ihre Schule auf und wurde die erste bezahlte Angestellte der Frauenbewegung, als sie als Lobbyistin im Parlament dafür bezahlt wurde, die Gesetze unter die Lupe zu nehmen, die ungerecht gegenüber Frauen waren. Sie bekam Spitznamen wie „Die Geißel des Unterhauses“ oder „Wachhund über die Regierung“ und nahm ihre Rolle sehr ernst. Als die örtlichen Gruppen der Frauenwahlrechtsaktivistinnen aufgrund der Enttäuschung wegen des durchgefallenen Wahlrechtsgesetzes ins Wanken kamen, war Wolstenholme entscheidend wichtig, da sie 1867 eine Neugruppierung unter dem Namen „Manchester Society for Women's Suffrage“ vornahm und somit den Schwung des „Manchester-Komitees“ am Leben hielt.

### Women's Franchise League und WSPU
1877 wurde die Frauenwahlrechtskampagne in der „National Society for Women's Suffrage“ zentralisiert. Wolstenholme wurde 1889 ein Gründungsmitglied (zusammen mit Harriet McIlquham und Alice Cliff Scatcherd) der Women’s Franchise League. Sie verließ diese Organisation und gründete 1891 die „Women's Emancipation Union“, die aber nach dem Tod einer Wohltäterin aufgegeben wurde.

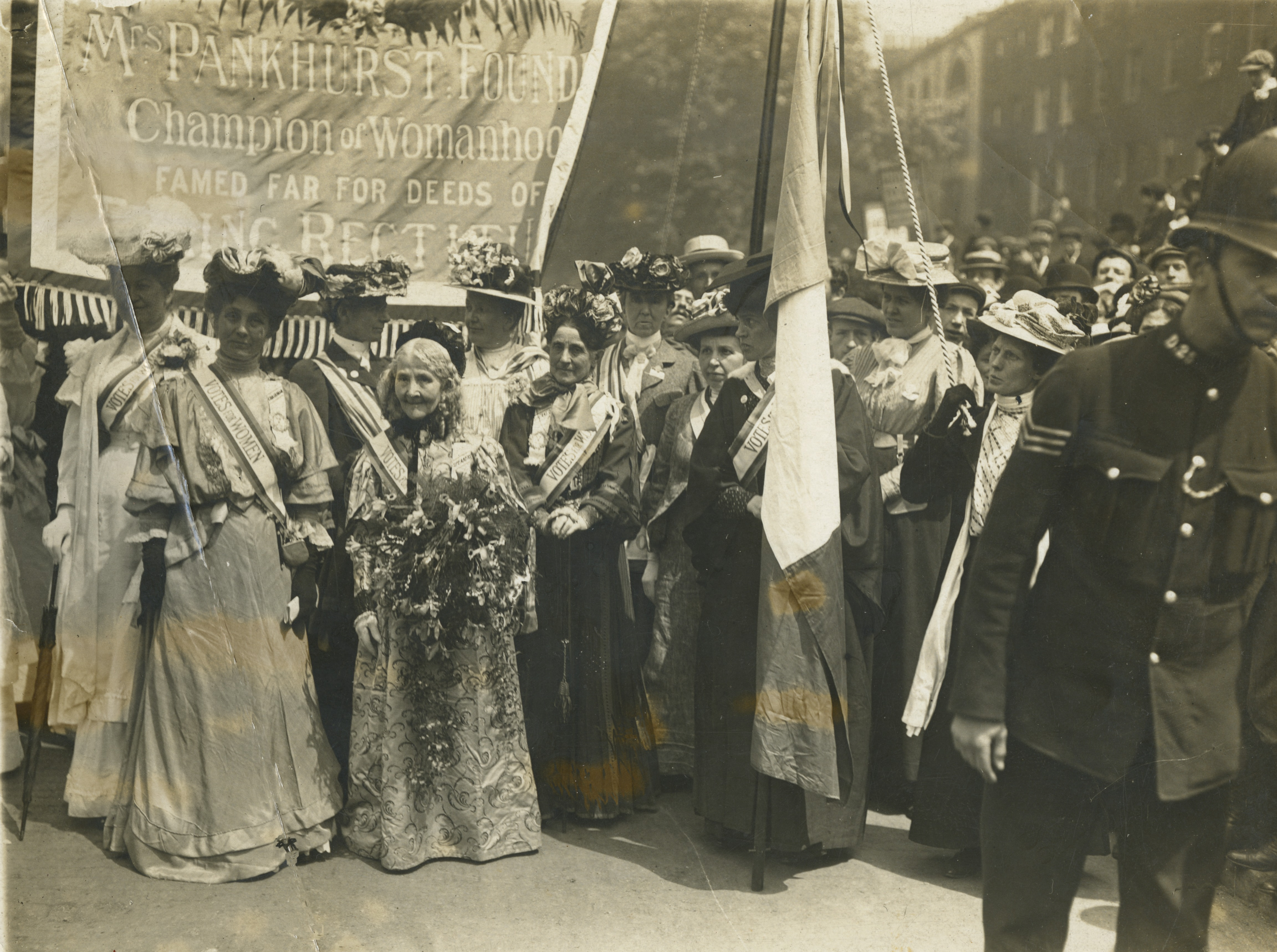
Elizabeth Wolstenholme Elmy rechts neben Emmeline Pankhurst (1908)

Wolstenholme, die eine Freundin und Kollegin von Emmeline Pankhurst war, wurde eingeladen, dem „Executive Committee“  der WSPU beizutreten. Sie schrieb einen Augenzeugenbericht über die Demonstrationen von der „Boggart Hole Clough“ (nahe Manchester) und von der mit dem Namen „White Sunday Hyde Park“, wo sie geehrt wurde und ein eigenes Redepodest bekam. Sie trat 1913 aus der WSPU aus, als die gewaltsamen Aktivitäten menschliches Leben zu bedrohen begannen. Wolstenholme wurde im gleichen Jahr Vizepräsidentin der „Tax Resistant League“ und unterstützte das „Lancashire and Cheshire Textile and other Workers' Representation Committee“ (Vertretungsausschuss für Textil- und andere Arbeiter aus Lancashire und Cheshire), das in Manchester im Jahr 1903 gebildet und von Esther Roper geführt wurde.

### Vielseitigkeit
Wolstenholme war nicht nur eine Aktivistin auf einem Feld, sie wollte Gleichheit zwischen den Geschlechtern. Sie war von 1867 bis 1882 Sekretärin des „Married Women's Property Committee“, bis in letzterem Jahr die Organisation aufgelöst wurde, da die Kampagne zur Verabschiedung des Married Women’s Property Act 1882 erfolgreich verlaufen war. 1869 lud Wolstenholme Josephine Butler ein, die Präsidentin der „Ladies National Association for the Repeal of the Contagious Diseases Acts“ (Nationale Gesellschaft der Damen für die Revision der Geschlechtskrankheiten-Gesetze) zu werden, die erfolgreich für die Zurücknahme der Gesetze von 1886 kämpfte. Im Jahr 1883 arbeitete Wolstenholme für das „Guardianship of Infants Committee“, das das entsprechende Gesetz 1886 erfolgreich durchsetzte.

## Privatleben
Wolstenholme traf den Seidenfabrikanten, Säkularisten und Feministen Ben Elmy, dessen Vater Benjamin von Southwold in Suffolk wegen eines Arbeitsplatzes gekommen war, als sie 1867 nach Congleton umzog und eine „Ladies Education Society“ errichtete, die auch für Männer offen war. Elmy wurde in der Frauenbewegung aktiv und trat in die Komitees seiner Frau ein. Sie begann in den frühen 1870er Jahren mit Elmy zusammenzuleben, indem sie gemeinsam der Bewegung Freie Liebe folgten, die ihren treuen christlichen Kollegen und Kolleginnen Angst und Schrecken einjagte. Als Wolstenholme 1874 schwanger wurde, waren ihre Kolleginnen empört und verlangten, dass das Paar trotz deren persönlichen Überzeugungen heiraten sollte. Obwohl Wolstenholme und Elmy 1874 die Zeremonie einer Zivilehe vor einem Standesamt vollzogen, war Elizabeth gezwungen, ihre Tätigkeit in London aufzugeben.
Die Elmys zogen nach Buxton House in Buglawton und Wolstenholme brachte 1875 dort ihren Sohn Frank zur Welt. Obwohl sie nach den Maßstäben ihrer Zeit bequem leben konnten, waren die Elmys keineswegs reich und Wolstenholme unterrichtet ihren Sohn zu Hause. Wolstenholme wandte sich öffentlich gegen das „Free Trade Law“ (Freihandelsgesetz), das den Seidenhandel in Congleton zugrunde richtete und schloss sich 1881 der „Fair Trade League“ an. Die drei Fabriken, die Kreppseide herstellten, wurden 1890 liquidiert und Elmy ging wegen seiner schlechten Gesundheit in den Ruhestand. Das arm gewordene Paar blieb bis zu Elmys Tod im Jahre 1906 verheiratet.
Elizabeth Wolstenholme-Elmy starb am 12. März 1918, ihre Einäscherung fand im Krematorium von Manchester statt.
Wolstenholmes Verdienste und Leistungen wurden während ihres Lebens anerkannt, aber sie wurden seither oft nur nebenher erwähnt oder sogar in den Geschichtsdarstellungen der Frauenbewegung ganz weggelassen.

## Werke
Als eifrige Schreiberin verfasste Elizabeth Wolstenholme-Elmy Aufsätze für die „National Association for the Promotion of Social Science“, Artikel für die Westminster Review als Ignota, für die Zeitschrift Shafts und nationale Zeitschriften. Kampfschriften, die ihre Kampagnen betrafen, wurden auch von Organisationen wie der „Women's Emancipation Union“ publiziert.
Die bedeutendsten Schriften sind:
- The 'Report of the Married Women's Property Committee: Presented at the Final Meeting of their Friends and Subscribers' Manchester 1882.
- 'The Infants' Act 1886: The record of three years' effort for Legislative Reform, with its results published by the Women's Printing Society 1888.
- 'The Enfranchisement of Women' published by the Women's Emancipation Union 1892.

Die British Library bewahrt Elizabeth Wolstenholme Elmys Schriften auf und jene vom „Guardianship of Infants Act“ und der „Women's Emancipation Union“.
Als Dichterin und Poetin schrieb Elizabeth Wolstenholme am 14. November 1906 das Lied 'The Song of the Insurgent Women' und als Ignota am 29. Dezember 1899 'War Against War in South Africa'.

## Anerkennung nach dem Tode

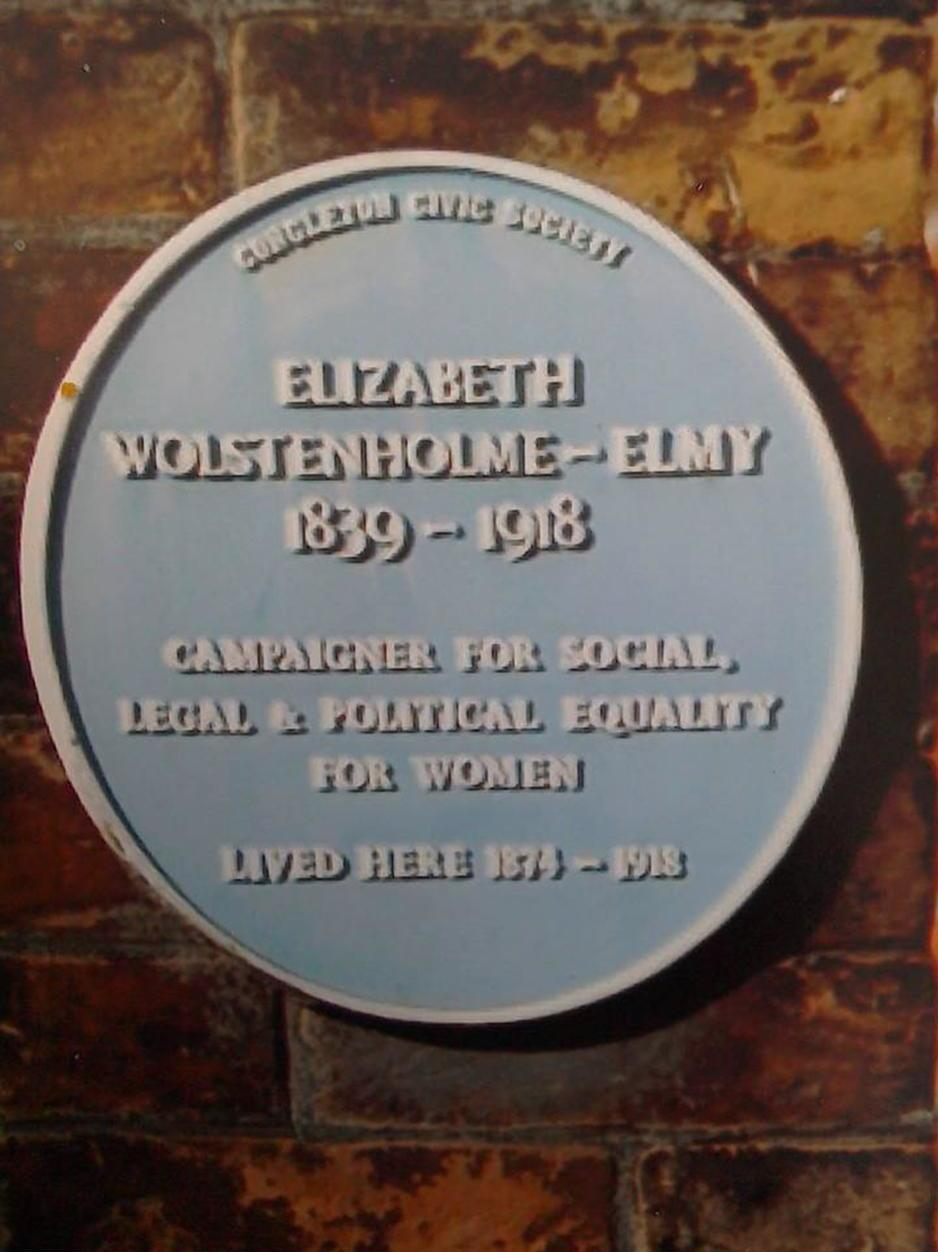
Blaue Plakette für Elizabeth Clarke Wolstenholme Elmy am Buxton House.

Eine blaue Plakette wurde für sie am Buxton House in Buglawton durch die „Congleton Civic Society“ angebracht; darauf ist zu lesen: „Elizabeth Wolstenholme-Elmy 1839–1918 Campaigner for social, legal and political equality for women lived here 1874–1918“.
Ihr Name und ihr Bild (und jene von 58 anderen Unterstützern des Frauenwahlrechts) sind am Sockel der Millicent-Fawcett-Statue am Parliament Square in London eingeätzt, die Ende 2018 enthüllt wurde.